# Bohemen op de Olympische Zomerspelen 1912

Vlag gebruikt door het Boheemse team op de Olympische Zomerspelen 1912

Bohemen nam deel aan de Olympische Zomerspelen 1912 in Stockholm, Zweden. Het was de laatste keer dat het land deelnam. Vanaf 1920 namen Boheemse atleten deel aan de Spelen onder de vlag van Tsjecho-Slowakije.

## Medailles
Bohemen haalde geen medailles in Stockholm.
Australazië · België · Bohemen · Canada · Chili · Denemarken · Duitsland · Egypte · Finland · Frankrijk · Griekenland · Groot-Brittannië · Hongarije · IJsland · Italië · Japan · Luxemburg · Nederland · Noorwegen · Oostenrijk · Portugal · Rusland · Servië · Turkije · Verenigde Staten · Zuid-Afrika · Zweden · Zwitserland